# Archibald Cochrane (épidémiologiste)
Pour les articles homonymes, voir Archibald Cochrane et Cochrane.
 (juillet 2025).
Si vous disposez d'ouvrages ou d'articles de référence ou si vous connaissez des sites web de qualité traitant du thème abordé ici, merci de compléter l'article en donnant les références utiles à sa vérifiabilité et en les liant à la section « Notes et références ».
Archibald Leman Cochrane (12 janvier 1909 - 18 juin 1988) est un épidémiologiste écossais.

## Biographie
Né en Écosse, à Galashiels, le 12 décembre 1909, élevé en Angleterre et au pays de Galles, admis au King's College de Cambridge en biologie puis en sociologie, il devient étudiant en médecine, mais il devient aussi le disciple de Freud et Marx. Il se rend même à Vienne pour étudier la psychanalyse. Il participe à la guerre d'Espagne comme médecin des brigades internationales en 1936.
Après la Deuxième Guerre mondiale, le développement du « Medical Research Council », dans le cadre du système de santé très nouveau mis en place en Angleterre, établit un réseau de recherche épidémiologique dans les îles Britanniques. C'est une réussite dont Archie Cochrane est un des principaux artisans. Il n'est guère de domaine où le M.R.C. n'ait contribué de façon capitale, faisant des îles Britanniques le premier centre mondial de la recherche épidémiologique.
Professeur à la faculté de médecine de Cardiff, puis président de la « Faculty of Community Medicine », organisme national chargé de déplacer le centre de gravité de la médecine vers les collectivités locales, Archie Cochrane est surtout connu pour son ouvrage L'Inflation médicale, réflexions sur l'efficacité de la médecine, et pour avoir donné son nom à la « Cochrane Collaboration », qui a largement contribué à l'établissement de la médecine factuelle et l'évaluation scientifique des systèmes de santé. Sur ce plan, il reste l'inspirateur quotidien des départements de médecine sociale et préventive, et notamment l'IMSP de Genève.
Il meurt le 18 juin 1988 dans le Dorset.
Ce qui caractérise Archie Cochrane, c'est qu'il est à la fois un aristocrate raffiné, un contestataire systématique, un homme de science impitoyable, et surtout un médecin entièrement dévoué au bien des gens dont il s'occupe, et notamment les mineurs de la vallée du Rhondda dans le sud du pays de Galles. En un mot un humaniste, mais avant tout un humaniste de terrain.[style trop lyrique ou dithyrambique]

## L'inflation médicale - Réflexions sur l'efficacité de la médecine
À quoi servent au juste les dépenses de santé ? Dans quelle mesure leur croissance sauve-t-elle des vies, et soulage-t-elle des souffrances ? Les nouvelles techniques médicales sont-elles supérieures aux anciennes ?
En bref : la médecine est-elle efficace ?
Telles sont les questions auxquelles A. L. Cochrane, pionnier de l'épidémiologie moderne, apporte des réponses pleines de surprises dans son ouvrage « L'Inflation médicale ». Ce livre est le bilan des nombreux essais comparés que son auteur a organisés pour le service de santé britannique, le mieux outillé du monde du point de vue statistique.
Ce livre est un exposé de méthode à l'intention du corps médical, et d'une incitation du public à réfléchir aux motivations cachées du recours à la médecine.